# Mike Jones (Kanute)
Mike Jones (* 1952 in Yorkshire; † August 1978 im Karakorum) war ein britischer Mediziner, der weltweit mehrere spektakuläre Erstbefahrungen mit dem Kajak im Wildwasserpaddeln durchführte.
Mike Jones gilt als der bedeutendste Wildwasser-Kajakfahrer des 20. Jahrhunderts. Er entwickelte sich vom Slalom-Wettkampfsportler zum Expeditionsleiter für spektakuläre Erstbefahrungen von wasserreichen Hochgebirgsflüssen im Bereich der Wildwasserschwierigkeitsskala VI.
1969 befuhren Mike Jones und seine Mitpaddler als erste durchgängig die spektakulären Schluchten des Inn im Engadin zwischen St. Moritz und Finstermünz.
Zu Lebzeiten wurde er durch seine aufwendigen Expeditionen zum Dudh Kosi am Fuße des Mount Everest, zum Blauen Nil und zu den Katarakten des Orinoco zu einer Legende des Kajaksports.
Bis heute hält Mike Jones den Höhenweltrekord im Kajakfahren am Mount Everest von 5.500 m über Meereshöhe.
In Großbritannien gibt es eine Mike-Jones Foundation zur Förderung von Jugendarbeit im Kajaksport, jährlich wird eine Mike-Jones Rally mit internationaler Beteiligung veranstaltet.

## Expeditionen
- Erstbefahrung einiger schwerer Teilabschnitte des Inn im Engadin
- Grand Canyon des Colorado River
- Blauer Nil
- Erstbefahrung des Dudh Kosi im Himalaya 1976
- Orinoco Oberlauf 1977
- 1978 ertrank Mike Jones im Karakorumgebirge, als er versuchte, einem Freund im Fluss Braldu das Leben zu retten